# MCH Arena
MCH Arena je nogometni stadion koji se nalazi u danskom gradu Herningu te je dom nogometnog kluba FC Midtjyllanda. Građen je u razdoblju od 2003. do 2004. godine a troškovi njegove izgradnje stajali su 85 milijuna danskih kruna. Službeno je otvoren 27. ožujka 2004. pod nazivom SAS Arena koji je nosio prema tadašnjem sponzoru, avio kompaniji Scandinavian Airlines. Današnje ime, MCH Arena je dobila 2009. godine.
Glavni korisnik stadiona, FC Midtjylland je na impresivan način otvorio MCH Arenu i to pobjedom od 6:0 protiv Aalborga. Sam stadion pokazao se kao nesavladiva tvrđava u narednim utakmicama tako da Midtjylland nije poražen na njemu u sljedećih 18 utakmica.
Stadion je bio jedan od domaćina europskog nogometnog U21 prvenstva 2011. te je tijekom tog razdoblja nosio naziv Herning Stadion.